# Мишин, Иван Петрович
Иван Петрович Мишин (29 апреля [12 мая] 1901, Юровка, Кубанская область — не ранее 1948, СССР) — советский военачальник, полковник (1943).

## Биография
Родился 29 апреля 1901 году в селе Юровка. Русский.

### Военная служба

#### Гражданская война
1 июля 1920 года по призыву вступил в РККА и был направлен красноармейцем в 6-й запасный полк в Краснодаре. Через два месяца командирован курсантом в учебную команду 7-й армии в городе Новый Петергоф, а оттуда в январе 1921 года переведен в 16-ю Тамбовскую пехотную школу комсостава.

#### Межвоенный период
В сентябре 1924 года окончил школу и назначен командиром взвода в 5-й Амурский стрелковый полк 2-й Приамурской стрелковой дивизии в город Благовещенск. Член ВКП(б) с 1924 года. С мая 1925 года служил в той же должности в 4-й отдельной штрафной роте в городе Хабаровск, с октября 1927 года — в 4-м Волочаевском стрелковом полку этой же дивизии. С сентября 1928 по август 1929 года учился на Военно-политических курсах им. Ф. Энгельса в Ленинграде, после возвращения в дивизию назначен политруком роты в прежний 5-й Амурский стрелковый полк. В его составе с 20 августа по ноябрь 1929 года политруком 11-й роты участвовал в боях на КВЖД (под Лахосусу и Фукденом). С 17 января 1931 по 25 февраля 1932 года с полком совершил марш из Благовещенска в Николаевск-на-Амуре и служил там командиром стрелковой и учебной рот. С июля 1935 года был командиром учебной роты и помощником начальника полковой школы в 35-м стрелковом полку в городе Благовещенск, с сентября 1937 года там же временно командовал батальоном в 36-м стрелковом полку. В январе 1938 года капитан Мишин был назначен начальником штаба 165-го стрелкового полка 2-й Отдельной Краснознаменной армии (г. Александровск-на-Сахалине), с ноября там же исполнял должность Сахалинского областного военного комиссара. В октябре 1940 года переведен в Бессарабию военным комиссаром Аккерманского городского военкомата.

#### Великая Отечественная война
В начале войны с августа 1941 года майор Мишин исполнял должность помощника начальника распорядительной станции при 6-й армии Южного фронта. 10 января 1942 года назначен заместителем командира по строевой части 678-го стрелкового полка 411-й стрелковой дивизии и участвовал в Барвенково-Лозовской наступательной операции, затем с февраля находился в обороне в районе Лозовая.
В начале марта 1942 года майор Мишин зачислен в распоряжение отдела кадров Юго-Западного фронта, а в апреле назначен командиром 434-го стрелкового полка 169-й стрелковой дивизии. В составе 38-й и 28-й армий участвовал в боях в направлении на Обоянь и на ближних подступах к Харькову. С 12 июля дивизия в составе 28-й армии была подчинена Южному фронту и вела сдерживающие бои в районе Дона, прикрывая отход частей армии. С 31 июля по 15 сентября находилась в резерве Ставки ВГК (на доукомплектовании), затем по приказу Ставки ВГК вошла в состав Сталинградского фронта и была сосредоточена южнее Сталинграда в районе Красноармейска. С 31 октября 1942 года ее части в составе 57-й и 64-й армий действовали на подступах к Сталинграду и в самом городе, вели бои за Ельшанку и на юго-восточной окраине Минина. 26 января 1943 года дивизия передала свой боевой участок частям 29-й стрелковой дивизии и выступила маршем на ст. Котлубань.
За боевые отличия под Сталинградом командир полка подполковник Мишин был награжден орденом Красного Знамени. С 5 февраля по 13 марта 1943 года дивизия была передислоцирована на Западный фронт и сосредоточена в районе города Козельск. В начале мая она вошла в подчинение 11-й гвардейской армии и летом в составе войск Западного, затем Брянского фронтов участвовала в контрнаступлении под Курском, в Орловской наступательной операции. В сентябре 1943 года полковник Мишин был назначен заместителем командира 169-й стрелковой дивизии и в этой должности в составе 11-й гвардейской и 63-й армий Брянского фронта принимал участие в Брянской наступательной операции и битве за Днепр. В период с 23 декабря 1943 по 20 января 1944 года временно командовал дивизией, затем вернулся на штатную должность. С 23 февраля 1944 года она в составе 3-й армии 1-го Белорусского фронта успешно действовала в Рогачёвско-Жлобинской наступательной операции. Приказом ВГК от 26.02.1944 ей было присвоено наименование «Рогачёвская». В последующем ее части вели бои по разгрому бобруйской группировки противника.
С 4 июля 1944 года дивизия вела боевые действии на 2-м Белорусском фронте и принимала участие в Белорусской наступательной операции. За образцовое выполнение заданий командования в боях при овладении года Волковыск она была награждена орденом Красного Знамени (25.7.1944). На заключительном этапе войны в январе — апреле 1945 года дивизия участвовала в Восточно-Прусской наступательной операции. За образцовое выполнение заданий командования в боях при прорыве обороны немцев в Восточной Пруссии она была награждена орденом Суворова 2-й ст. (19.02.1945), а за бои при разгроме группы немецких войск юго-западнее Кёнигсберга — орденом Кутузова 2-й ст. (26.4.1945). В конце апреля 1945 года дивизия была переброшена в район Эркнер (пригород Берлина) и участвовала в завершающем этапе Берлинской наступательной операции. 8 мая 1945 года ее части вели бои по уничтожению группировки противника на подступах к реки Эльба западнее города Гентин.

#### Послевоенное время
После войны с июля по сентябрь 1945 года временно командовал 169-й стрелковой Рогачёвской Краснознаменной орденов Суворова и Кутузова дивизией. В октябре назначен областным военным комиссаром Витебской области.
30 апреля 1947 года полковник Мишин уволен в запас.

## Награды
СССР
- орден Ленина (06.11.1945)[3]
- два ордена Красного Знамени (09.03.1943[4], 03.11.1944[3])
- орден Кутузова II степени (31.05.1945)[5]
- орден Богдана Хмельницкого II степени (03.06.1944)[6]
- орден Отечественной войны I степени (15.02.1945)[7]
- орден Красной Звезды (25.07.1944)[8]
  -     - медали в том числе:

  - «XX лет Рабоче-Крестьянской Красной Армии» (1938)
  - «За оборону Сталинграда» (1944)
  - «За Победу над Германией в Великой Отечественной войне 1941—1945 гг.» (1945)
  - «За взятие Кёнигсберга»
  - «За взятие Берлина»

Других государств
- орден «Легион почёта» (США, 1945)